# Diana Abgar
Diana Apcar o Abgar (armeni: Դիանա Աբգար; Rangun (Birmània Britànica), 12 d'octubre de 1859 – Yokohama (Japó), 8 de juliol de 1937) fou una escriptora i diplomàtica armènia de la diàspora. Com cònsol honorari de l'efímera República Democràtica d'Armènia (1918-1920) al Japó, és la primera dona diplomàtica armènia de la història i una de les primeres dones a ocupar un lloc diplomàtic al segle xx.

## Biografia
Diana Apcar nasqué amb el nom de Gayane Agabegian a Rangun, la capital de Birmània, quan formava part de l'Imperi Britànic, el 12 d'octubre de 1859. El seu pare era un immigrant indo-armeni procedent de Nova Julfa, el barri armeni d'Esfahan (Pèrsia). La seva mare, també armènia, provenia del districte de Siraz (Pèrsia). Gayane era la petita de set germans. Amb la família instal·lada a Calcutta, la nena es va formar en una escola religiosa cristiana, i parlava amb tota naturalitat anglès, armeni i hindustànic.
Diana Agabegian es casà amb Apcar Michael Apcar, descendent de la casa d'Apcar de Nova Julfa, és a dir, veïns de la seva família. La família Apcar, un cop instal·lada a l'Índia, esdevingué una potència comercial multinacional arreu del Sud-est asiàtic. Van tenir èxit especialment en el comerç de perles artificials de goma laca. El 1891, Diana i el seu marit es van traslladar al Japó per tal fundar-hi una delegació. La parella va tenir cinc fills, dels quals en van sobreviure només tres. A l'edat de 67 anys, Diana Abgar va patir molts problemes de salut, com ara pèrdua de visió i d'oïda, i artritis. Totes aquestes malalties la van conduir a la mort el matí del 8 de juliol de 1937 a Yokohama. Fou enterrada al cementiri d'estrangers al costat del seu marit, i de la seva tomba actualment en té cura la Societat d'Amistat Armeno-Japonesa, amb seu a Tòquio.

## Carrera diplomàtica
Quan Armènia s'independitzà de Rússia el 28 de maig de 1918, no fou reconeguda per cap altre país del món. Ja el 1920, pels esforços de Diana Abgar, Japó fou un dels primers països a reconèixer la independència de la nova república. Per tal de reconèixer-li aquesta tasca, el ministre armeni d'Afers Exteriors, Hamo Ohanjanyan, la nomenà cònsol honorari d'Armènia al Japó. D'aquesta manera Diana Apcar esdevingué la primera dona diplomàtica armènia de la història i una de les primeres dones a ocupar un lloc diplomàtic al segle xx. Ara bé, el 2 de desembre d'aquell mateix any de 1920 Armènia fou novament absorbida per la Unió Soviètica, i el càrrec va quedar anul·lat sobtadament.

## Obres
Quan el seu germà es va fer càrrec del negoci familiar al Japó, Diana Abgar va tenir més temps lliure per concentrar-se en les seves tasques humanitàries, literàries i diplomàtiques. Començà a treballar amb diversos diaris i revistes, com ara The Japan Advertiser, The Far East, The Japan Gazette i Armenia (que més tard s'anomenaria New Armenia). Escrivia especialment sobre els oprimits, i també sobre els maldecaps que estava patint el poble armeni sota l'Imperi Otomà, a fi de combatre el desconeixement que hi havia a tot el món sobre aquesta malvestat: cap al 1920 ja havia escrit uns nou llibres sobre el genocidi del poble armeni. També va escriure molts articles sobre relacions internacionals i parlant de l'impacte de l'imperialisme sobre la pau mundial.